# 施特采爾巴赫河
49°2′9.46″N 10°51′15.82″E / 49.0359611°N 10.8543944°E
施特采爾巴赫河（德語：Störzelbach），是德國的河流，位於該國東南部，由巴伐利亞負責管轄，屬於阿爾特米爾河的左支流，河道全長9.1公里，流域面積21平方公里。